# Дурбан (остров)
Дурбан (англ. Durban) — остров Канадского Арктического архипелага. В настоящее время остров необитаем (2017).

## География
Остров Дурбан является одним из северо-восточных прибрежных островов Баффиновой Земли. Расположен в заливе Торговцев пролива Дэвиса, вблизи восточного побережья Баффиновой Земли, входящей в регион Кикиктани североканадской территории Нунавут.
Площадь Бревурта составляет 36 км2 (14 кв. миль); длина достигает 6,7 км, ширина — 10,6 км. Остров имеет холмистую поверхность и сложен преимущественно из гранитных пород. Наивысшая точка острова — 707 метров над уровнем моря. Экологический регион — Арктическая тундра.

## Использование
Ранее на острове располагалась диспетчерская станция Северной системы предупреждения (ранее — Линия «Дью»).
Управление по загрязненным участкам в Икалуите, Министерства по делам индейцев и Севера Канады записало остров Дурбан в свой реестр в качестве загрязненного участка, нуждающегося в дальнейшем восстановлении.